# Boston Beaneaters FC
Boston Beaneaters FC is een voormalige Amerikaanse voetbalclub uit Boston, Massachusetts. De club werd opgericht in 1893 en opgeheven in 1895 na de opheffing van ALPF. In het seizoen 1894/95 werd de derde plaats behaald.
De club was de voetbalafdeling van de Boston Braves, de huidige Atlanta Braves. Een honkbalclub die destijds onder de naam Boston Beaneaters uitkwam in de National League.